# Partia Libertariańska (Belgia)

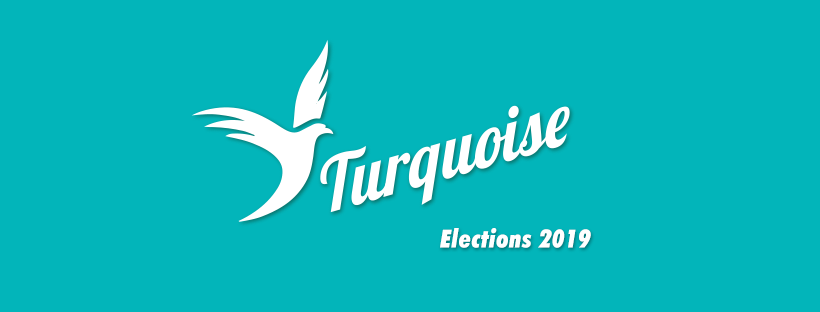
Logo Liste Turquoise

Partia Libertariańska (fr. Parti Libertarien, wym. w IPA: paʁti libɛʁtaʁjɛ̃, wln. Pårti Libertaryin) – belgijska partia polityczna o libertariańskich i eurocentrycznych poglądach, która działała w latach 2012–2023 na terenie Regionu Walońskiego (zarówno na terenie Francuskiej Wspólnoty Belgii, jak i Niemieckojęzycznej Wspólnoty Belgii) oraz na terenie Regionu Stołecznego Brukseli.

## Historia
Partia została założona w listopadzie 2012 roku.
W wyborach parlamentarnych w 2014 r. partia wystartowała samodzielnie, odrzucając propozycję koalicji wyborczej od liberalno-konserwatywnej partii La Droite i liberalnej partii Union des Libéraux (UdL). Partii Libertariańskiej udało się wystawić tylko jedną listę wyborczą (w Brukseli). PLiB była obecna w regionalnym parlamencie Regionu Stołecznego Brukseli oraz w parlamencie Niemieckojęzycznej Wspólnoty Belgii.
6 marca 2015, partia stała się jedną z 12 partii założycielskich Międzynarodowego Sojuszu Partii Libertariańskich (IALP).
Podczas wyborów samorzadowych w 2018, część członków PLiB, w tym jej były przewodniczący Pierre-Yves Novalet, dołączyła do Indépendants (Niezależnych) – ugrupowania zrzeszającego małe partie. To ugrupowanie zostało założone przez byłych członków DéFI i Ruchu Reformatorskiego, a także przez małe partie lokalne i BUB. Indépendants byli obecni jedyni w Brabancji Walońskiej, w której zyskali 3046 głosów (1,29%), w związku z czym żaden z jego kandydatów nie został wybrany.
W wyborach parlamentarnych w 2019 roku partia wystąpiła pod nazwą Liste Turquoise, jednocześnie otwierając swoje listy dla kandydatów już obecnych w grupie „Indépendants”, takich jak Vincent Granville. Partia Libertariańska wystawiła kandydatów wyłącznie na liście Liste Turquoise, która była obecna jedynie w Brabancji Walońskiej w wyborach ogólnokrajowych i walońskich wyborach regionalnych.
W 2023 r. partię rozwiązano ze względu na znikomą aktywność.